# Xetaq Qazyumov
Xetaq Qazyumov (también escrito como Khetag Gazyumov; Alaguir, URSS, 24 de abril de 1983) es un deportista azerbaiyano de origen osetio que compite en lucha libre.
Participó en tres Juegos Olímpicos de Verano, obteniendo tres medallas, bronce en Pekín 2008 (en la categoría de 96 kg), bronce en Londres 2012 (96 kg) y plata en Río de Janeiro 2016 (97 kg). En los Juegos Europeos de Bakú 2015 obtuvo una medalla de oro en la categoría de 97 kg.
Ganó cinco medallas en el Campeonato Mundial de Lucha entre los años 2009 y 2015, y cuatro medallas en el Campeonato Europeo de Lucha entre los años 2009 y 2014.

## Palmarés internacional
| Juegos Olímpicos   | Juegos Olímpicos           | Juegos Olímpicos  | Juegos Olímpicos |
| Año                | Lugar                      | Medalla           | Categoría        |
| ------------------ | -------------------------- | ----------------- | ---------------- |
| 2008               | Pekín (China)              | Medalla de bronce | 96 kg            |
| 2012               | Londres (Reino Unido)      | Medalla de bronce | 96 kg            |
| 2016               | Río de Janeiro (Brasil)    | Medalla de plata  | 97 kg            |
| Campeonato Mundial |                            |                   |                  |
| Año                | Lugar                      | Medalla           | Categoría        |
| 2009               | Herning (Dinamarca)        | Medalla de plata  | 96 kg            |
| 2010               | Moscú (Rusia)              | Medalla de oro    | 96 kg            |
| 2013               | Budapest (Hungría)         | Medalla de plata  | 96 kg            |
| 2014               | Taskent (Uzbekistán)       | Medalla de plata  | 97 kg            |
| 2015               | Las Vegas (Estados Unidos) | Medalla de bronce | 97 kg            |
| Juegos Europeos    |                            |                   |                  |
| Año                | Lugar                      | Medalla           | Categoría        |
| 2015               | Bakú (Azerbaiyán)          | Medalla de oro    | 97 kg            |
| Campeonato Europeo |                            |                   |                  |
| Año                | Lugar                      | Medalla           | Categoría        |
| 2009               | Vilna (Lituania)           | Medalla de oro    | 96 kg            |
| 2010               | Bakú (Azerbaiyán)          | Medalla de oro    | 96 kg            |
| 2011               | Dortmund (Alemania)        | Medalla de oro    | 96 kg            |
| 2014               | Vantaa (Finlandia)         | Medalla de plata  | 97 kg            |